# Феролето-Антіко
Феролето-Антіко (італ. Feroleto Antico, сиц. Ferulitu Anticu) — муніципалітет в Італії, у регіоні Калабрія,  провінція Катандзаро.
Феролето-Антіко розташоване на відстані близько 470 км на південний схід від Рима, 20 км на захід від Катандзаро.
Населення — 2080 осіб (2014).
Щорічний фестиваль відбувається 31 грудня. Покровитель — San Silvestro.

## Демографія
Населення за роками:

Станом на 1 січня 2023 року в муніципалітеті офіційно проживав 31 іноземець з 9 країн, серед них 15 громадян країн Євросоюзу та 2 громадяни України.

## Сусідні муніципалітети
- Ламеція-Терме
- Маїда
- П'янополі
- Серрастретта